# Aphyosemion herzogi
Aphyosemion herzogi es una especie de pez de la familia de los aplocheílidos en el orden de los ciprinodontiformes.
La especie antes catalogada como Aphyosemion bochtleri ha resultado ser juveniles de A. herzogi, por lo que se considera un sinónimo de esta.

## Morfología
Los machos pueden alcanzar los 5 cm de longitud total.

## Distribución geográfica
Se encuentran en África: norte de Gabón, Guinea Ecuatorial y Camerún.